# Selección de fútbol sub-23 de Suiza
La Selección de fútbol sub-23 de Suiza, conocida también como la Selección olímpica de fútbol de Suiza, es el equipo que representa al país en Fútbol en los Juegos Olímpicos y en la Eurocopa Sub-21; y es controlada por la Asociación Suiza de Fútbol.

## Palmarés
- Eurocopa Sub-21: 0
  - Finalista: 1

2011

## Estadísticas

### Eurocopa Sub-23
- 1972:No clasificó
- de 1974 a 1976: No participó

### Eurocopa Sub-21
El torneo es categoría sub-21, pero las selecciones participantes son de categoría sub-23; y cada cuatro años cuenta como la eliminatoria hacia los Juegos Olímpicos.
- de 1976 a 2000: No clasificó.
- 2002: semifinales
- 2004: Fase de grupos.
- de 2006 a 2007: No clasificó.
- 2009: Ronda de Play-off
- 2011: Finalista

## Equipo Actual

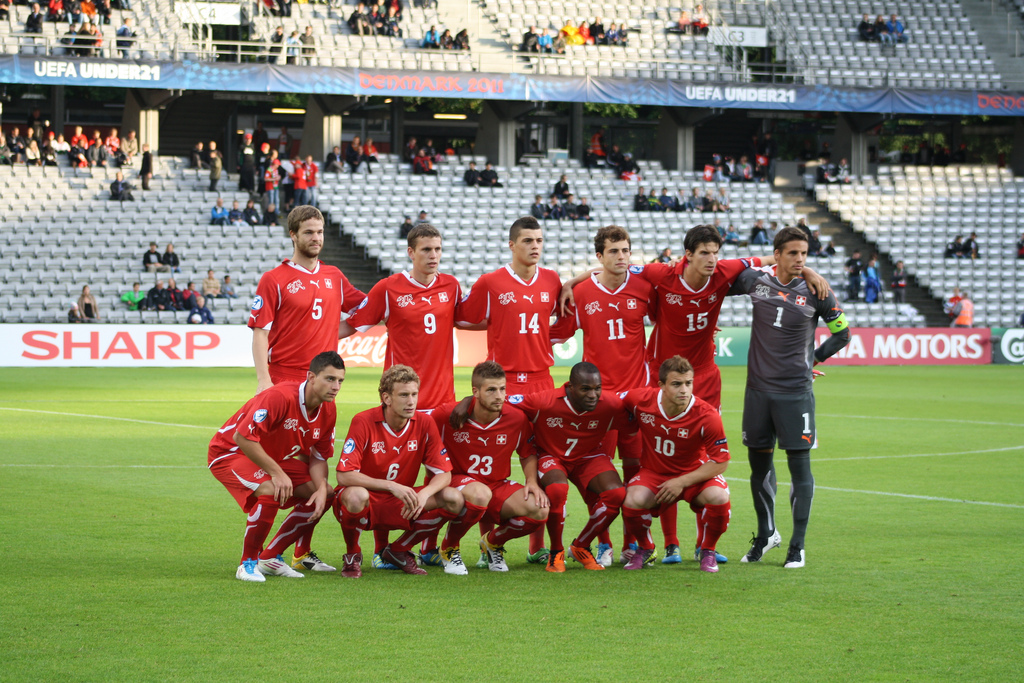
Suiza en la Eurocopa Sub-21 del 2011.